# Erdélyi Szépmíves Céh

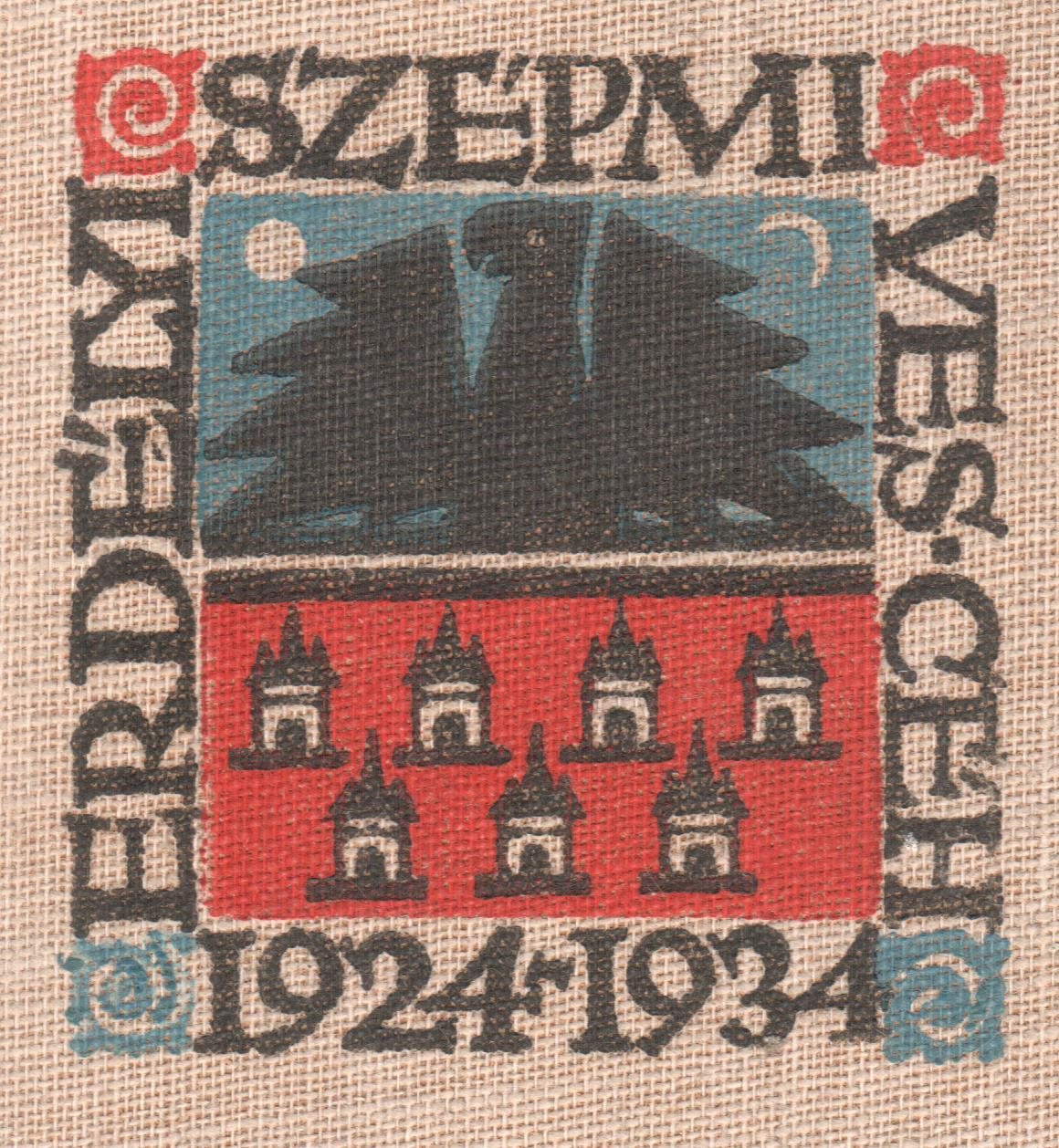
Erdélyi Szépmíves Céh

Az Erdélyi Szépmíves Céh (ESZC) erdélyi magyar könyvkiadó volt a két világháború között.

## Története
A vállalkozást 1924-ben indította el Kolozsváron Kádár Imre, Kós Károly, Ligeti Ernő, Nyirő József, Paál Árpád és Zágoni István. A csoportot Szántó Miklós, az Egeresi Szénbánya Rt. és a kolozsvári Villamosművek tulajdonosa támogatta. A könyvek száz előfizető számára luxuskiadásban, a vásárlóközönség részére olcsóbb, fűzött változatban jelentek meg. 1925-ben a kiadó tevékenysége a következő könyvekkel indult: 
- Gulácsy Irén: Hamueső
- Kádár Imre: Bujdosó ének
- Kós Károly: Varjúnemzetség
- Ligeti Ernő: Föl a bakra
- Makkai Sándor: Ördögszekér

1926-ban, a helikoni közösség alakuló gyűlésén ESZC tagjai bejelentették, hogy könyvkiadó vállalatukat átengedik a helikoni munkaközösségnek. A könyvkiadó vállalat igazgatósága és felügyelő bizottsága a helikoni közösség tagjaiból állt, a kiadót a gyakorlatban Kós Károly igazgató és Kovács László szerkesztőségi irodavezető vezették. Az előzetes tervek szerint minden író tulajdonrészt szerzett volna a vállalatban, a törzsbetét összegét pedig a kiadott művek után járó honoráriumból kellett volna levonni; később azonban a levonások nem történtek meg. Az ESZC 1928-ban szerződést kötött a budapesti Athenaeum könyvkiadóval, amely vállalta a művek egy részének magyarországi második kiadását.
Az ESZC 1924–1944 között 166 művet adott ki. A szerzők között – világnézettől függetlenül – ott volt a két világháború közötti romániai magyar irodalom minden jelentős alkotója: Asztalos István, Áprily Lajos, Bánffy Miklós, Bartalis János, Berde Mária, Czinczár Miklós, Dsida Jenő, Finta Zoltán, Gagyi László, Hunyady Sándor, Jékely Zoltán, Kádár Imre, Karácsony Benő, Kemény János, Kuncz Aladár, Ligeti Ernő, Makkai Sándor, Molter Károly, Nyírő József, Olosz Lajos, Reményik Sándor, Szántó György, Szemlér Ferenc, Szentimrei Jenő, Tamási Áron, Tompa László, Wass Albert. Számos kötethez Kós Károly és gróf Bánffy Miklós készítettek illusztrációt.
1936-ban a romániai magyar PEN Club ötkötetes sorozatot adott ki román drámaírók (Ion Luca Caragiale, Victor Eftimiu, Octavian Goga, Ion Minulescu, Ion Marin Sadoveanu) műveiből.
Az újjáalakult ESZC 1990. november 24-én tartotta alakuló gyűlését. A kezdeményező Szőcs Géza volt, tiszteletbeli elnöknek a régi helikoni közösség egyedüli életben levő tagját, Kiss Jenőt választották. A szervezés akadozott, a vezetők 1995-re visszavonultak.